# چشمه گردو
چشمه گردو 
عنوان چشمه‌ای در فاصله ۴ کیلومتری جنوب شهرستان نوشهر واقع در روستای سنگ تجن (قدیمی‌ترین نام شهرستان نوشهر) می‌باشد. این چشمه یکی از مناظر زیبا و دیدنی شمال ایران می‌باشد که دارای آبی پاک و زلال و فراوان می‌باشد که به سه شعبه تقسیم می‌گردد. 
روستای سنگ تجن در مجاورت جنگل بوده و دو چشمه معروف چشمه گردو و اسپی‌یو از چشمه‌های پر آب شهرستان‌های نوشهر و چالوس می‌باشد که آب شرب شهرستانهای نوشهر و چالوس و همچنین اکثر روستاهای اطراف نیز از این چشمه‌ها تأمین می‌شود.
هر یک از شعبات این دو چشمه به یکی از روستاهای اطراف سرازیر گشته و جهت کشاورزی استفاده می‌گردد.
اطراف این چشمه پوشیده از پوشش گیاهی متنوع می‌باشد که دارای منظره اعجاب انگیزی می‌باشد.
چشمه گردو پرآب‌ترین چشمه در منطقه‌ی غربی استان است و به علت مناظر زیبای اطراف آن هر سال پذیرای مسافران فراوانی از اقصی نقاط کشور به این منطقه است.
در سال‌های قبل ورود و خروج به این منطقه برای عموم آزاد بوده ولی از آنجاییکه آب شرب منطقه از طریق این چشمه تأمین می‌گردد و ورود مردم به این منطقه باعث آلودگی آن می‌شد لذا شرکت آب و فاضلاب اطراف این چشمه را محصور نموده‌ و به نوعی حفاظت شده محسوب می گردد.
 وجه تسمیه   
وجه تسمیه و علت نامگذاری این چشمه با عنوان گردو، وجود باغهای فراوان گردو در گذشته‌ها در این منطقه بوده‌است که دیگر اثری از باغهای گردو نیست.